# Орель-Верлак
Оре́ль-Верла́к (фр. Aurelle-Verlac, окс. Aurèla e Verlac) — коммуна во Франции, находится в регионе Окситания. Департамент — Аверон. Входит в состав кантона Сен-Женье-д’Ольт. Округ коммуны — Родез.
Код INSEE коммуны — 12014.
Коммуна расположена приблизительно в 490 км к югу от Парижа, в 165 км северо-восточнее Тулузы, в 39 км к северо-востоку от Родеза.

## Население
Население коммуны на 2008 год составляло 173 человека.
| 1962 | 1968 | 1975 | 1982 | 1990 | 1999 | 2008 |
| ---- | ---- | ---- | ---- | ---- | ---- | ---- |
| 325  | 380  | 333  | 270  | 246  | 209  | 173  |

## Экономика
В 2007 году среди 109 человек в трудоспособном возрасте (15—64 лет) 85 были экономически активными, 24 — неактивными (показатель активности — 78,0 %, в 1999 году было 66,9 %). Из 85 активных работали 81 человек (52 мужчины и 29 женщин), безработных было 4 (1 мужчина и 3 женщины). Среди 24 неактивных 7 человек были учениками или студентами, 16 — пенсионерами, 1 был неактивным по другим причинам.

## Достопримечательности
- Церковь Сен-Жак[фр.] (XI век). Памятник истории с 1977 года[3]
- Церковь Сен-Пьер[фр.] (XIV век). Памятник истории с 1978 года[4]

## Фотогалерея

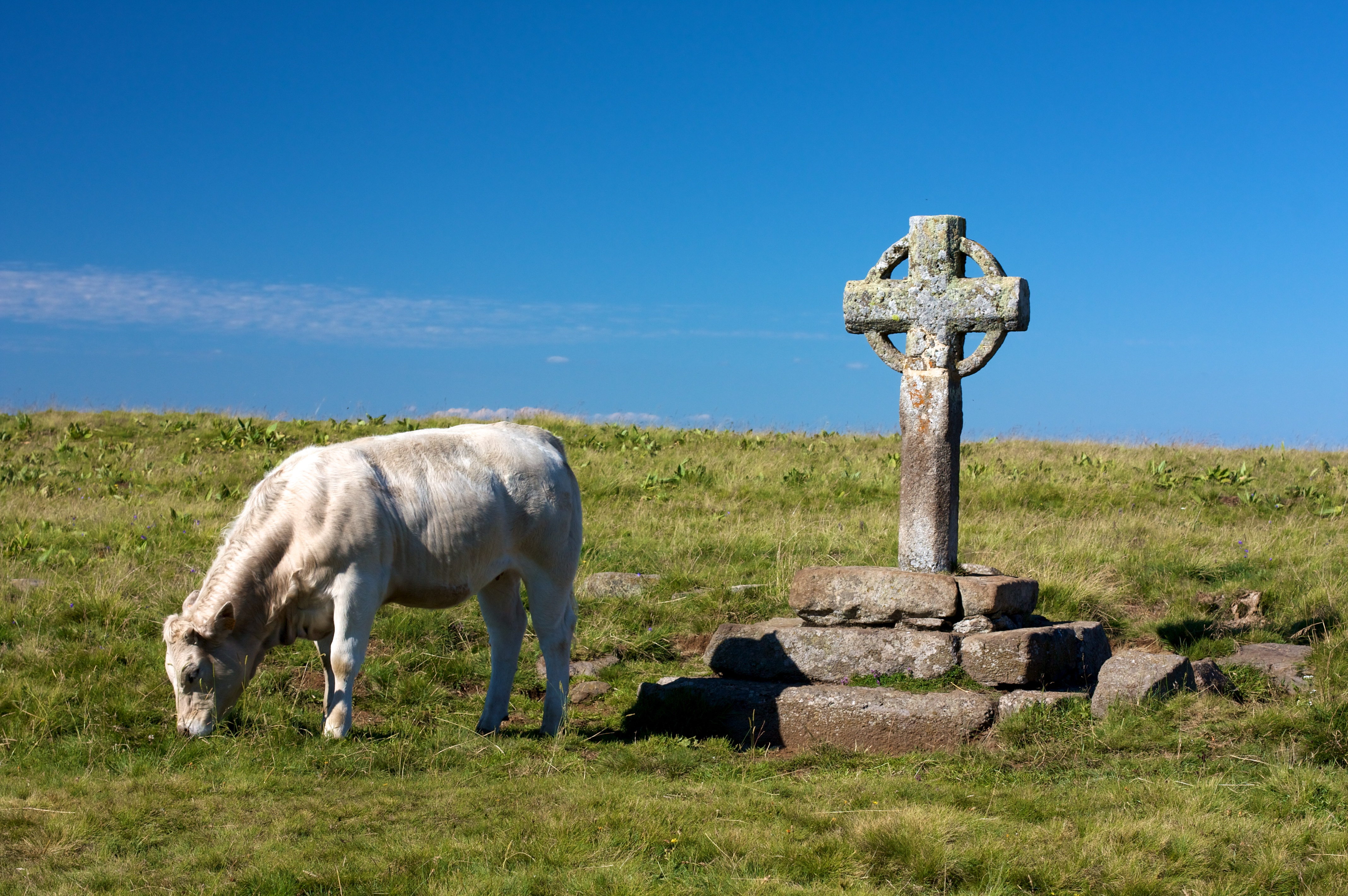
Крест Род
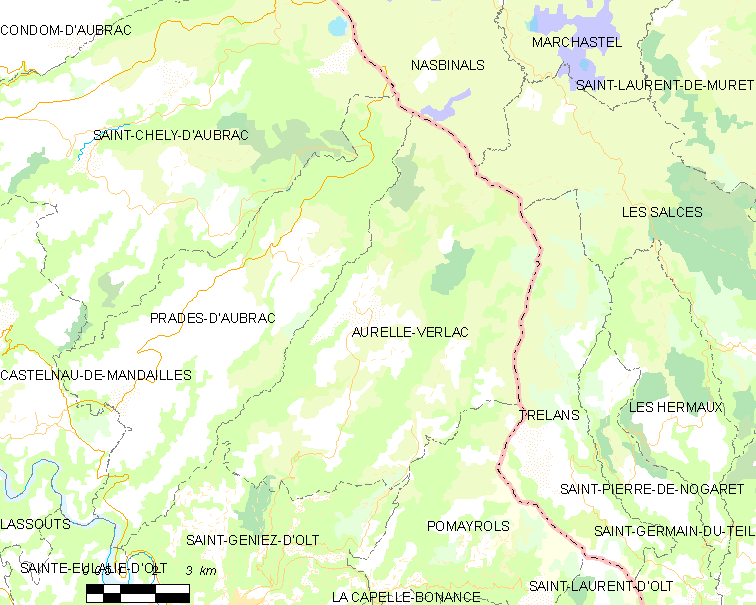
Карта коммуны